# Kockapóker

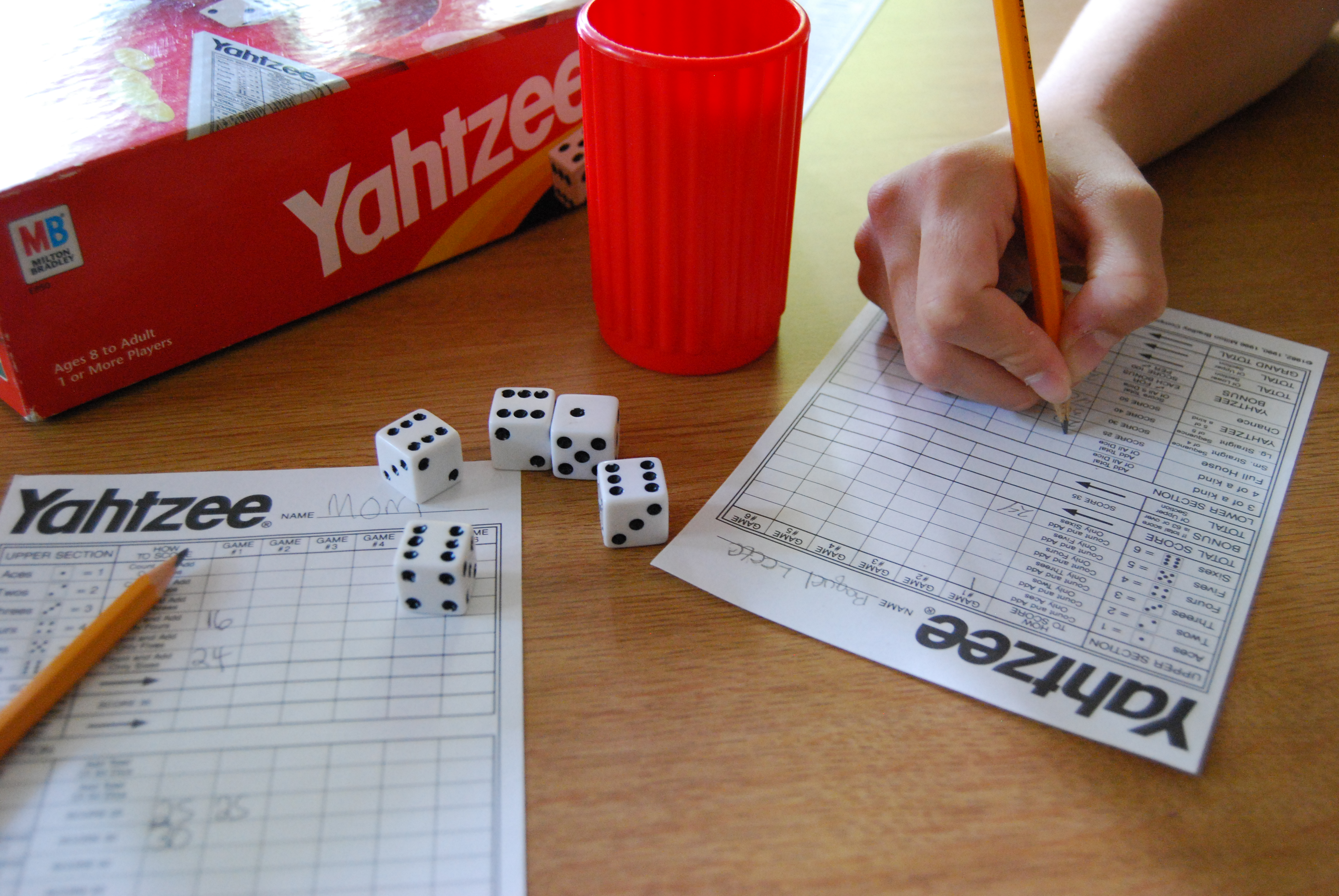
Játék közben

A kockapóker – egy híres változatának angol neve,Yahtzee – egy népszerű társasjáték, melyet az amerikai E.S. Lowe adott ki 1956-ban. A játékot öt darab dobókockával játsszák, 13 körön át. A játék célja, hogy bizonyos számkombinációkat dobjanak ki a kockákkal.

## Szabályok
A kockapóker játékmenetét két blokkra osztják, melyek 6, illetve 7 körből állnak. A játékmenet szabad, nem kötelező a megadott sorrendben haladni. Egy kör esetén háromszor lehet dobni, egyes kockákat lenntartva. Ha a kívánt kombináció kevesebb, mint három dobásból kijön, a maradék dobások számát tartalékként megtartja a játékos melyeket bármikor felhasználhat. Ha a játékos képtelen egyfajta kombinációt kidobni, akkor azt, vagy esetleg egy még nem teljesített kisebb értékű másikat, kihúzva azt érvénytelenítheti.

### Felső sor
A kocka oldalainak megfelelő számokat kell kidobni, 1-6-ig. Csak az adott számnak megfelelő számok eredménye számít. Ha a felső sor végösszege eléri a 63 pontot, a játékos plusz 35 pontot kap.

### Alsó sor
Az alsó sor a pókerből vesz át elemeket.
- Kettő egyforma (az összes kocka összege)
- Három egyforma (az összes kocka összege)
- Négy egyforma (Póker, az összes kocka összege)
- Két egyforma + három egyforma (Full House, 25 pont)
- Kis sor ( 1+2+3+4+5, 30 pont)
- Nagy sor ( 2+3+4+5+6, 40 pont)
- Összeg (az összes kocka összege)
- Öt egyforma (Yahtzee, 50 pont)

A játék egyes verzióiban az alsó sor kiegészül az egy pár és két pár elemekkel, mindkettőnél az összes kocka összege adja a pontot.